# روبرت ستيل
روبرت ستيل (بالإنجليزية: Robert Steele)‏ هو سياسي أمريكي، ولد في 29 يونيو 1961، وتوفي في 19 يونيو 2017.